# Richard Richter (Pädagoge)

Richard Richter

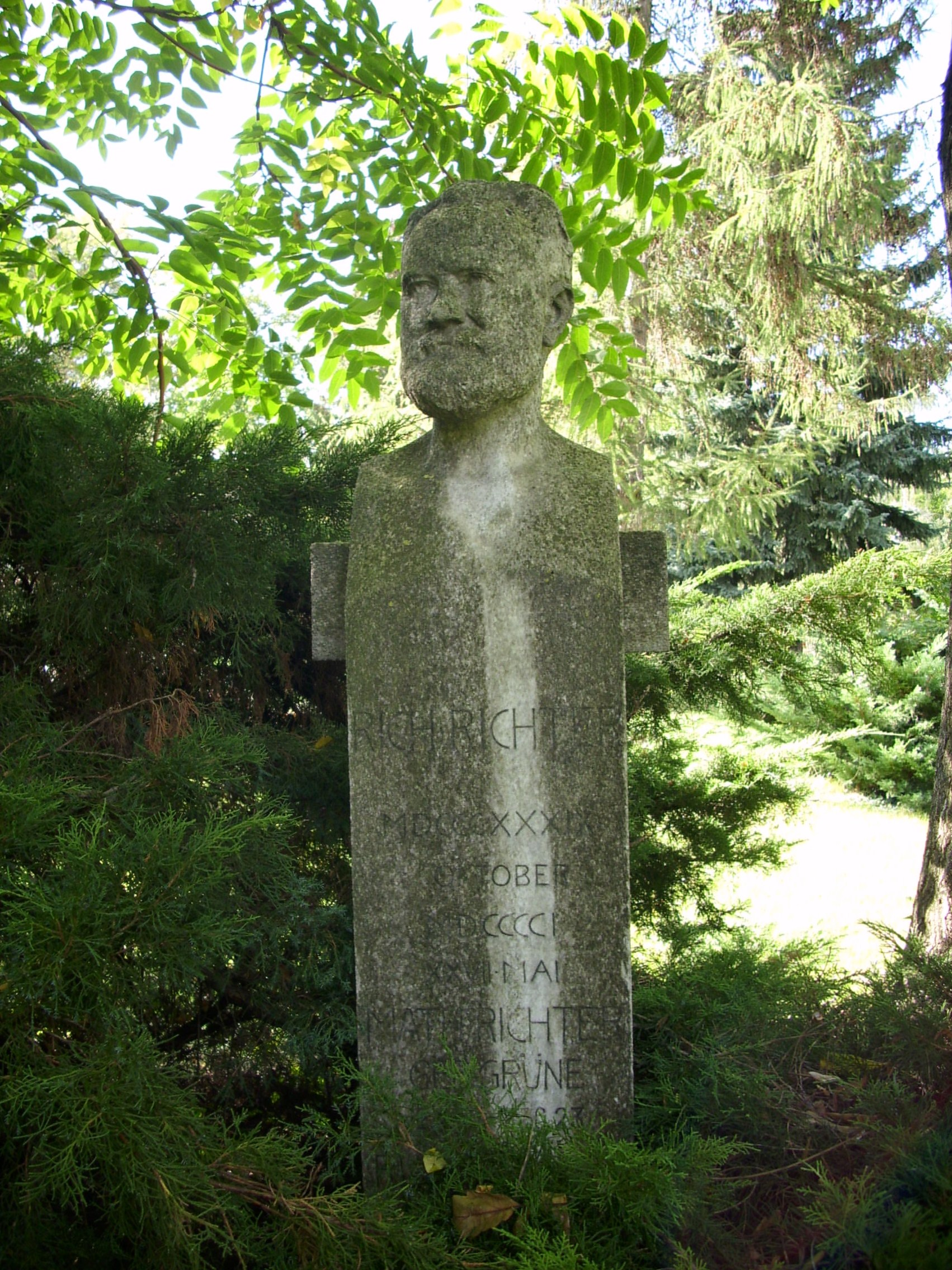
Grabstätte Richard Richter auf dem Nordfriedhof in Leipzig

Richard Immanuel Richter (* 10. Oktober 1839 in Skassa; † 27. Mai 1901 in Leipzig) war ein deutscher Pädagoge.

## Leben
Der Pfarrersohn Richter besuchte ab Michaelis 1852 die Fürstenschule St. Afra in Meißen und studierte nach Ablegung des Abiturs Theologie und Philologie an den Universitäten Leipzig und Tübingen. Nach dem Staatsexamen leistete er eine kurze Probezeit am Nikolaigymnasium in Leipzig ab. 1863 wurde er Lehrer in Plauen, 1866 Lehrer für die Mittelklassen am Gymnasium in Zwickau, 1874 Konrektor und Professor am neugegründeten Königlichen Gymnasium Dresden-Neustadt. 1880 wurde er als Gründungs-Rektor an das Königliche, später nach König Albert benannte Gymnasium in Leipzig berufen. Ab 1. Januar 1884 war er Mitglied der Prüfungskommission für die Kandidaten des höheren Lehramtes. Von 1886 bis 1894 hatte er eine außerordentliche Professur für Pädagogik an der Philosophischen Fakultät der Universität Leipzig inne und wurde zum Direktor der philologischen Abteilung des Pädagogischen Seminars ernannt, das unter seiner Führung ausgebaut wurde. Am 1. April 1894 wurde er zum ordentlichen Honorarprofessor berufen und hielt Vorlesungen über Didaktik und die verschiedenen Zweige der Gymnasialpädagogik.
Ab 1893 war er Leiter der pädagogischen Abteilung der Teubnerschen Neuen Jahrbücher.
Ab 1871 war er mit Mathilde, geb. Grüne verheiratet.

## Auszeichnungen
- 1885 Verleihung der Ehrendoktorwürde der Philosophischen Fakultät der Universität Leipzig.
- Ritter I. Klasse des Königlich Sächsischen Verdienstordens

## Werke (Auswahl)
- Das Verhältnis des Kaisers Vespasianus zur Litteratur. Plauen 1866.
- De Albii Tibulli tribus primis carminibus disputatio. Zwickau 1873.
- Catulliana. Leipzig 1881.
- De epitaphii qui sub Lysiae nomine fertur genere dicendi. Leipzig 1881.
- Reden und Aufsätze. Leipzig 1902.